# Ponurzyca
Ponurzyca – wieś sołecka w Polsce położona w województwie mazowieckim, w powiecie otwockim, w gminie Celestynów. 
Do końca 1999 roku w gminie Osieck.
| SIMC    | Nazwa     | Rodzaj    |
| ------- | --------- | --------- |
| 0683312 | Nowaki    | część wsi |
| 0683329 | Papizy    | część wsi |
| 0683335 | Szkolmaki | część wsi |
| 0683341 | Zagórzaki | część wsi |

Wierni Kościoła rzymskokatolickiego należą do parafii św. Bartłomieja Apostoła w Osiecku.
Wieś powstała na przełomie XVIII i XIX wieku jako wieś czynszowa w starostwie niegrodowym osieckim w posiadłościach Potockich. W różnych okresach należała do gminy Osieck lub Celestynów. Wśród większych jednostek, którym podlegała, były powiat garwoliński (XIX w.) i województwo siedleckie (koniec XX w.)
Nazwa wsi bywa tradycyjnie wywodzona od położenia na wzgórzach i w zagłębieniach terenu lub na polanach śródleśnych, czyli "po norach". Obecnie wieś znajduje się w obszarze Mazowieckiego Parku Krajobrazowego.